# Jean-Claude Hironde
Jean-Claude Hironde, né le 14 janvier 1944 à Toulouse (Haute-Garonne), est un ingénieur aéronautique français. Il fut directeur général technique adjoint de Dassault Aviation.

## Distinctions
- Officier de l’ordre national du Mérite[2]
- en 1997, il reçoit le prix Icare de l'Association des Journalistes Professionnels de l’Aéronautique et de l’Espace
- Parrain de la promotion 2007 de Supaéro[3].
- Prix « Innovation » du International council of aeronautical sciences (ICAS) en 2010.
- Membre émérite de l'Association aéronautique et astronautique de France (3AF)[1].
- Membre titulaire (depuis 2010) de l'Académie de l'air et de l'espace
- Titulaire de la médaille de l'aéronautique